# Шин (літера гебрайської абетки)

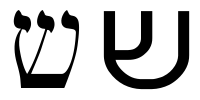
Шин

Шин або сін (івр. שִׁין, שִׂין, накреслення ש) — двадцять перша літера 
гебрайської абетки. Позначає звук [ʃ] у разі, якщо крапка над літерою праворуч — שׁ, і звук [s], якщо крапка зліва — שׂ.
У гематрії числове значення літери — 300.
Походить від фінікійської літери «сін» ().

## Похідні
Вважається, що фінікійська абетка лежить в основі усіх фонетичних систем письма Європи та Передньої Азії (давньогрецької писемності, гебрайської абетки тощо). Зокрема, з фінікійською літерою «сін» () генетично пов'язані глаголічні літери  і , старослов'янські  і , сучасні кириличні літери «ш» і «щ».

## Unicode
| Unicode Codepoint | U+05e9             |
| Unicode-Name      | HEBREW LETTER SHIN |
| HTML              | &#1513;            |
| ISO 8859-8        | 0xf9               |